# Красеюв
Красеюв (пол. Krasiejów) — деревня в Польше, в 23 км от Ополя, в гмине Озимек Опольского повята Опольского воеводства. Впервые упомянута в XIII веке.
Красеюв известен тем, что здесь было найдено местонахождение верхнетриасовых земноводных и рептилий (pl:Stanowisko paleontologiczne w Krasiejowie), впервые описанное в 2000 году. Там были найдены следующие таксоны: Metoposaurus diagnosticus, Cyclotosaurus, Paleorhinus, Polonosuchus, Stagonolepis, Silesaurus opolensis. На месте находки построен палеонтологический павильон, в котором сохранена часть месторождения in situ. С 2010 года в бывшем карьере триасовых глин существует «Юрапарк» (Jurapark) — развлекательный парк c реконструкциями динозавров и других позвоночных мезозоя.